# Kaiten
Los kaiten (回天 Kaiten?, lit. Retorno al Cielo) fueron una serie de torpedos humanos suicidas que empleó la Armada Imperial Japonesa durante las postrimerías de la Segunda Guerra Mundial.

## Desarrollo
Los kaiten fueron una iniciativa de dos jóvenes oficiales navales, ambos pilotos de minisubmarinos, que idearon durante 1942 la creación de un torpedo tripulado tomando como base el sobresaliente torpedo Tipo 93 entonces en servicio. 
El diseño estuvo listo en enero de 1943, y tras serles requerido un sistema de escape para el piloto, se autorizó la creación de un prototipo en febrero de 1944. En junio de ese año, y debido a las pérdidas navales japonesas en las Marianas, se dio total prioridad al proyecto. Para aumentar el secreto sobre el mismo, el nombre clave de los Kaiten era Accesorio metálico Maru 6.

## Diseño
Básicamente, un kaiten era un torpedo Tipo 93 al que se le añadía un casco ensanchado donde ubicar un piloto, tanques de lastre para permitir la inmersión y depósitos de aire comprimido. El piloto disponía de un periscopio, pero carecía de radio o sonar. Los kaiten podían ser desplegados desde unidades de superficie, pero lo habitual era emplear un submarino nodriza. 
El piloto podía abordar el kaiten desde el submarino en inmersión a través de un acceso preparado a tal efecto, y mantenerse en comunicación telefónica para recibir datos del objetivo hasta el momento de ser liberado. Los primeros ejemplares del Tipo 1 solamente tenían una escotilla de acceso, con lo que los pilotos debían abordarlos desde unidades de superficie o bien en un submarino emergido. Para facilitar el despliegue en combate, se añadió el acceso a través de una segunda escotilla, en la parte inferior.
El kaiten tuvo cinco variantes. El Tipo 1 fue del que más unidades se construyeron, 330. El Tipo 2 empleaba un innovador motor de peróxido de hidrógeno y queroseno, pero la dificultad en desarrollar estos motores limitó su fabricación a unas pocas unidades. Del Tipo 3 hubo un único ejemplar experimental con motor de oxígeno y queroseno, mientras que del Tipo 4, que empleaba un nuevo motor alimentado como el del Tipo 3, se construyeron 50 unidades. Por último, el Tipo 10 consistía en un torpedo Tipo 92 con una sección central añadida en la que se ubicaba el piloto. Debido a su motor eléctrico, el rendimiento era muy inferior comparado al del resto de kaiten.

Kaiten Tipo 1.

Kaiten Tipo 2.

Kaiten Tipo 4.

Kaiten Tipo 10.

## Historial de servicio
El éxito de los kaiten fue escaso, teniendo el hundimiento del destructor de escolta USS Underhill como su mayor logro. No sólo no infligieron excesivas pérdidas, sino que los submarinos nodriza que los desplegaban sufrieron considerables bajas.